# Seguridad humana
La seguridad humana se desarrolla como concepto integral de seguridad. Mientras que la noción tradicional de seguridad apunta a la seguridad y la defensa de un Estado-Nación en su integridad territorial a través del incremento de los medios militares, la seguridad humana se centra en el individuo. Este concepto de seguridad está ligado al desarrollo humano, entendido no como el crecimiento macroeconómico, sino como la ampliación de capacidades y libertades de las personas.
Los orígenes históricos del concepto de seguridad humana se sitúan en el final de la guerra fría, el cual permitió que afloraran nuevos problemas y riesgos para la seguridad que ya no eran necesariamente de índole militar. El derrumbamiento del orden bipolar evidenciaría la fase más aguda de las crisis políticas, sociales y económicas en las regiones más pobres del mundo, demostrando así, las precarias condiciones en las que vivían millones de personas alrededor del planeta. El fin de la guerra fría permitió prestar más atención a los problemas inherentes a la división Norte-Sur que a la confrontación Este-Oeste; problemáticas cotidianas derivadas del subdesarrollo como amenazas importantes a la seguridad y, por otro lado, al desarrollo como una meta inalcanzable, facilitando con ello la inserción de una plétora de temáticas variadas en los asuntos internacionales .Una vez concluido este conflicto bipolar, precisamente en el seno de las Naciones Unidas se construirían los conceptos de seguridad humana. Se empezaron a forjar las principales ideas para tener una perspectiva de la seguridad de mujeres y hombres de las distintas naciones, por lo que se comenzaron a desarrollar distintos textos que revolucionaron al mundo bipolar que se vivía en ese entonces que señalaban las condiciones y elementos para vivir dignamente. Desde instituciones y actores dedicados a la cooperación del desarrollo se sugirió que el tradicional concepto de seguridad, al centrarse únicamente en conflictos interestatales, se pasaba por alto, amenazas a la seguridad y libertad de las personas.
Por ello, en 1990, en el Informe de las Naciones Unidas para la creación del concepto de seguridad humana, menciona un nuevo paradigma llamado desarrollo humano y es entendido como un proceso en el cual se amplían las oportunidades del ser humano. Estas oportunidades pueden ser infinitas y cambian con el tiempo. Sin embargo, las más esenciales son disfrutar de una vida prolongada y saludable, adquirir conocimientos, y tener el acceso a los recursos necesarios para lograr un nivel de vida decente. Si no se poseen esas oportunidades esenciales, muchas otras seguirán siendo inaccesibles. Cabe mencionar que hay otras oportunidades valoradas por las personas como, la libertad política, social y económica; así como la libertad de expresión, de respetarse así mismo y disfrutar de la garantía de los derechos humanos. Contar con salud, educación, empleo, vivienda, alimento, seguridad jurídica, medio ambiente, igualdad, entre otros; son derechos y garantías en los que se puede encontrar la incertidumbre de un futuro, que mediante su ejercicio pleno se pueden prevenir amenazas sociales futuras que podrían repercutir no solo en la vulnerabilidad del bienestar del individuo, sino también en el debilitamiento del Estado y el quebramiento de la democracia garante de las libertades individuales.
En 1994, el Programa de Naciones Unidas para el Desarrollo (PNUD) acuñó el concepto de "seguridad humana" en su Informe sobre desarrollo humano. El informe destacó cuatro características básicas de la seguridad humana: universalidad, ya que es un elemento que les incumbe a todas las personas del planeta y porque las decisiones que tomen algunos afectan al resto de los habitantes de una región e inclusive al planeta entero; interdependencia de sus componentes, porque las amenazas que existen hoy se encuentran interconectadas; antropocéntrica, porque se centra en las personas; y mejor garantizada mediante la prevención temprana. Además, en él, se introdujo el argumento de que la mejor forma de luchar contra la inseguridad global es garantizar las libertades o ausencias de necesidad y miedo ("freedom from want" y "freedom from fear"); cabe mencionar que a pesar de que es una buena intención, es difícil de implementar, sobre todo para los países en vía de desarrollo que tienen mayor responsabilidad con relación a las nuevas amenazas de la seguridad internacional.
De igual manera, el informe sostiene que "la seguridad humana es una categoría de carácter integrativo y que se aparta de un concepto de seguridad defensivo de carácter militar. Este enfoque va más allá de la seguridad entendida en términos tradicionales, esto es, la defensa militar de la integridad territorial del Estado y sus estructuras de poder. Por un lado, profundiza verticalmente el concepto de seguridad y su referente pasa de la escala estatal a la escala del individuo; por otro, supone una ampliación horizontal respecto a las amenazas o riesgos que le afectan. El documento identifica siete categorías para garantizar la seguridad humana desde un punto de vista global: seguridad económica, seguridad alimentaría, seguridad en la salud, seguridad ambiental, seguridad personal, seguridad comunitaria y seguridad política".
A partir de 1994, la concepción de seguridad comenzaba a verse de otra manera y se colocaba la importancia de ir más allá de los Estados; así mismo, la seguridad humana se convirtió en un tema central de los gobiernos a través de sus intereses nacionales y su política exterior. 
Si bien, el nuevo concepto de seguridad se centra en el ser humano; sin embargo, los individuos no son los únicos y únicas en impulsarla. Cada Estado y sus instituciones tienen la obligación de garantizarla y proveerla; tienen la obligación de proporcionar las medidas necesarias para que sus poblaciones cuentes con una vida digna y libre de preocupaciones. Sin embargo, la seguridad humana cuestiona las capacidades de los gobiernos para garantizar la seguridad de su población; inclusive cuestiona la voluntad de sus gobiernos de salvaguardarlos y que estos mismos no sean los que violenten el bienestar y los derechos humanos de sus habitantes. La cooperación entre gobiernos y organizaciones, así como la sociedad civil, son importantes para fomentar la seguridad. 

## Tipos de la seguridad humana
- Seguridad alimentaria
- Seguridad ambiental
- Seguridad jurídica
- Seguridad económica
- Seguridad en la salud
- Seguridad personal
- Seguridad comunitaria
- Seguridad política

## La seguridad humana en las Naciones Unidas
No hay duda de que la ONU ha sido fundamental para la creación del nuevo concepto de seguridad humana. Dentro de la Organización de las Naciones Unidas, además de sus órganos, y de los distintos organismos y programas que lo componen, buscan entender los diversos temas que giran alrededor de la seguridad humana dándoles un toque y enfoque diferente al concepto tomando en cuenta que aún no existe un consenso universal de lo que se debe de entender por seguridad humana.
Los organismos más importantes especializados dentro de las Naciones Unidas que buscan la implementación de la seguridad humana más allá de la perspectiva humanitaria son: EL Fondo Fiduciario de las Naciones Unidas para la Seguridad Humana (FFNUSH), que forma parte de la Dependencia de la Seguridad Humana. La Dependencia de la Seguridad Humana surgió en 2004 y su objetivo principal es buscar la implementación de la seguridad humana en los trabajos de la ONU. La unidad que se enfoca en llevar a cabo proyectos de seguridad humana es el FFNUSH; proyectos enfocados en problemáticas de inseguridad complejas, como por ejemplo, el reforzamiento de la seguridad humana en las poblaciones vulnerables ubicadas en zonas accidentadas. Además, trabaja con organizaciones y organismos paralelos a las Naciones Unidas.

## Críticas
Actualmente el concepto de seguridad humana ha alcanzado el nivel de estudios universitarios, asociado a los estudios sobre globalización, relaciones internacionales y derechos humanos.

Las críticas al concepto suelen poner de manifiesto su vaguedad y falta de efectividad. Esto se debe principalmente a que cada nación, dependiendo de sus agendas en materia de política exterior y seguridad, le da un significado distinto. Así, por ejemplo, para Canadá la seguridad humana es "la responsabilidad del Estado de asegurar la protección de la vida y los derechos de toda la población mediante acciones concretas dirigidas a prevenir y resolver conflictos, promover y proteger los derechos humanos, construir instituciones fuertes y transparentes, y combatir el crimen organizado y el tráfico ilícito de drogas". Mientras que en el caso de muchos países africanos, de acuerdo con Musa Abutudu, "el factor más crucial yace en el ambiente político".
Es precisamente por esta razón que Jinadu señala que "el problema de la paz y la seguridad en África está ligado a la naturaleza y el carácter del estado moderno y su rol y posición en la sociedad nacional e internacional". La concepción amplia de la seguridad adoptada en este caso sitúa al estado en el rol de crear "el ambiente facilitador para la autorrealización y para el disfrute y sostenimiento del auto desarrollo y la actualización" (Jinadu, 2000:3).
Con respecto a México, se puede decir que el concepto de seguridad humana se encuentra incorporado a su marco jurídico. Esto se puede observar en el capítulo primero de su Constitución política, mismo que se titula De los Derechos Humanos y sus Garantías. el cual integra una serie de artículos encaminados a garantizar el desarrollo humano. 
El concepto de seguridad humana ofrece, por tanto, nuevas respuestas a las preguntas clave de: ¿seguridad para quién? Las personas. ¿Seguridad frente a qué? No solo frente a la violencia física, sino también frente a la degradación medioambiental, la inseguridad económica, alimentaria, comunitaria y política. ¿Seguridad a través de qué medios? A través del desarrollo y de la promoción de condiciones sociales, políticas y económicos que garanticen el bienestar de las personas. 
A pesar del relativo éxito que ha tenido el concepto de seguridad humana más allá del ámbito académico, cabe destacar que no hay un consenso claro sobre su significado preciso y existen diversas escuelas que proponen definiciones distintas. Una segunda escuela prefiere una perspectiva más holística y lo amplía a otros fenómenos como la inseguridad económica o medioambiental (libertad para vivir sin temor y sin miseria). Estas diferencias en el contenido del concepto tienen consecuencias en la agenda de estos actores y en las acciones que llevarán a cabo para garantizar la seguridad humana. Por ejemplo, los partidarios de una definición restrictiva pondrán más énfasis en operaciones de paz, protección de civiles o legislación contra la violencia sobre individuos como la prohibición de las minas antipersona.
Para los más críticos del concepto, esta pluralidad de interpretaciones ha sido aprovechada para mostrar que en realidad la seguridad humana no tiene ninguna utilidad analítica ya que su significado es demasiado ambiguo. Según estos, la seguridad debería seguir refiriéndose exclusivamente al Estado.
Desde un punto de vista pacifista, el concepto de seguridad humana también ha generado críticas y ha sido objeto de numerosos debates. En primer lugar, al establecer un claro vínculo entre guerra y violencia por un lado, y bienestar económico y social por el otro, el desarrollo y la seguridad pasan a formar parte de un mismo conjunto de cuestiones. Esto conlleva el riesgo de que las prácticas llevadas a cabo en nombre del concepto sean apropiadas por parte del ejército y la policía, las instituciones encargadas tradicionalmente de proveer seguridad del Estado y, por tanto, que las amenazas a la seguridad humana sean militarizadas. Finalmente, aunque el nexo entre desarrollo y seguridad pueda parecer a primera vista un progreso, también existe el peligro de que ello conlleve un tutelaje, e incluso intervención, mayores que los actuales por parte de los países supuestamente desarrollados sobre los demás. La cooperación al desarrollo dejaría de estar motivada por razones de justicia o altruismo, y pasaría a estar supeditada a objetivos estratégicos en zonas subdesarrolladas/peligrosas. El subdesarrollo o empobrecimiento se vuelven un peligro.